# ロバート・メネンデス
ロバート・メネンデス（Robert "Bob" Menendez、1954年1月1日 - ）は、アメリカ合衆国の元政治家。ボブ・メネンデスと表記されることもある。
元連邦上院議員（ニュージャージー州選出）。上院外交委員会委員長などを務めた。民主党所属。

## 活動
2014年3月20日、ロシアから渡航禁止措置を受ける。

## 事件
2015年4月1日、収賄や虚偽の証言を行った罪で起訴された。しかし陪審が評決に達することができず、検察が起訴を取り下げた。
2023年9月22日、エジプト政府や知人の実業家に便宜を図る見返りに数十万ドルの現金などの賄賂を受け取ったとして、収賄などの罪で起訴された。起訴を受けメネンデスは上院外交委員長を辞任した。10月12日、無登録でエジプト政府の代理人を務めていたとして外国代理人登録法違反の罪で追起訴された。2024年1月2日、金品を受け取ることと引き換えにカタール政府に便宜を図ったとして収賄などの罪で追起訴された。同年7月16日、ニューヨーク州連邦地裁の陪審から16の罪状全てで有罪評決を受けた。同月23日、8月20日付で議員を辞職すると表明した。2025年1月30日、地裁から禁錮11年の実刑判決を言い渡された。